# Sebastian Szikal
Sebastian Szikal (* 17. November 1986 in Nürnberg) ist ein deutscher Fußballspieler.
Szikal spielte in der Jugend in der Nürnberger Nachbarstadt Lauf an der Pegnitz beim TSV und beim SK Lauf, bevor er 2004 in die A-Jugend des 1. FC Nürnberg kam. Bereits ein Jahr später spielte der Mittelfeldspieler nicht nur in der zweiten Clubmannschaft in der Bayernliga, sondern gehörte zum erweiterten Kreis der ersten Mannschaft. Im März 2005 spielte er bereits in einem Freundschaftsspiel mit den Profis. Am 1. Oktober 2005 hatte er dann gegen den 1. FC Köln mit erst 18 Jahren seinen ersten und bislang einzigen Bundesligaeinsatz.
In den folgenden beiden Jahren wurde er auch für den Bundesligakader des 1. FC Nürnberg angemeldet, kam aber nicht zum Einsatz. Dafür war er Stammspieler der Oberligamannschaft, für die er insgesamt 75 Spiele bestritt. Zur Saison 2008/09 wechselte Szikal zum SV Darmstadt 98. Nach dem dritten Spieltag der Regionalliga-Saison 2009/10 wechselte er zum Liga-Konkurrenten SpVgg Weiden. Dort blieb er bis Dezember 2010 und wechselte danach zum TSV Aindling. Dort spielte er in der Bayernliga. Im Sommer 2012 schloss er sich Eintracht Karlsfeld an, das in der Bezirksliga Oberbayern Nord spielte. Seit 2017 läuft er in der Kreisklasse für seinen Jugendverein TSV Lauf auf.